# Diecezja Riohacha
Diecezja Riohacha (łac. Dioecesis Riviascianensis, hisz. Diócesis de Riohacha) – rzymskokatolicka diecezja ze stolicą w Riohacha, w Kolumbii. Biskup Riohacha jest sufraganem arcybiskupa Barranquilli.
W 2010 na terenie diecezji pracowało 5 zakonników i 59 sióstr zakonnych.

## Historia
4 grudnia 1952 papież Pius XII bullą Gravi illa beati erygował wikariat apostolski Riohacha. Dotychczas wierni z tych terenów należeli do zlikwidowanego tego dnia wikariatu apostolskiego Goajira.
16 lipca 1988 papież Jan Paweł II podniósł wikariat apostolski Riohacha do rangi diecezji.

Mapa diecezji

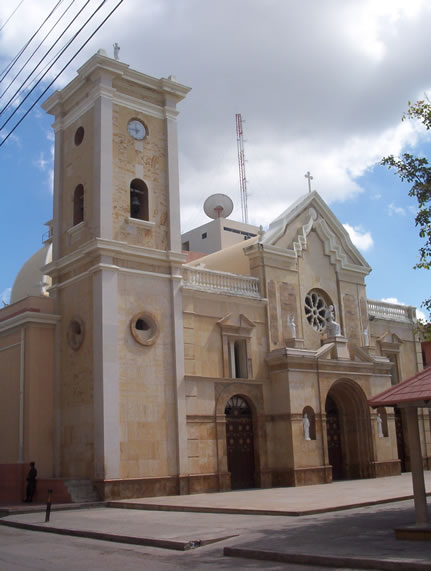
Katedra Matki Bożej z Remedios w Riohacha

## Ordynariusze

### Wikariusze apostolscy
- Eusebio Septimio Mari OFMCap (1954 - 1965)
- Livio Reginaldo Fischione OFMCap (1966 - 1988)

### Biskupi Riohachy
- Jairo Jaramillo Monsalve (1988 - 1995) następnie mianowany biskupem Santa Rosa de Osos
- Gilberto Jiménez Narváez (1996 - 2001) następnie mianowany biskupem pomocniczym archidiecezji Medellín
- Armando Larios Jiménez (2001 - 2004)
- Héctor Ignacio Salah Zuleta (2005 - 2020)
- Francisco Antonio Ceballos Escobar (od 2020)